# Крокембуш
Крокембу́ш (фр. croquembouche) — французский десерт, представляющий собой высокий конус из профитролей с начинкой, скреплённых карамелью или специальным сладким соусом, и украшенный карамельными нитями, засахаренным миндалём, фруктами, засахаренными цветами. Используется как угощение в свадебных церемониях, при крещении, на Рождество. Название происходит от фр. croquer en bouche, что означает «хрустит во рту».